# Karasburg
Karasburg (fino al 1939 Kalkfontein) è una cittadina del sud della Namibia nota per la sua stazione ferroviaria e per l'Aeroporto Kosi Bay.
Fu fondata nel 1898.
Nella zona si pratica soprattutto la pastorizia (principalmente pecore).